# Aristolochia weberbaueri
Aristolochia weberbaueri O.C.Schmidt – gatunek rośliny z rodziny kokornakowatych (Aristolochiaceae Juss.). Występuje endemicznie w Peru.

## Morfologia
PokrójBylina pnąca o owłosionych pędach.
LiścieMają deltoidalny kształt. Mają 4,5–10 cm długości oraz 3–6 cm szerokości. Nasada liścia ma sercowaty kształt. Z ostrym wierzchołkiem. Ogonek liściowy jest owłosiony i ma długość 1,5–4 cm.
KwiatyPojedyncze. Mają brązowo-czerwonawą barwę i 4,5–6 mm długości